# Агва Милпа де Абахо (Болањос)
Агва Милпа де Абахо (шп. Agua Milpa de Abajo) насеље је у Мексику у савезној држави Халиско у општини Болањос. Насеље се налази на надморској висини од 1384 м.

## Становништво
Према подацима из 2010. године у насељу је живело 16 становника.

### Хронологија
| Година       | 2000 | 2010 |
| ------------ | ---- | ---- |
| Становништво | 11   | 16   |

### Попис
| # | Индикатор                     | Вредност |
| - | ----------------------------- | -------- |
| 1 | Укупно домаћинстава           | 2        |
| 2 | Укупно насељених домаћинстава | 2        |
| 3 | Величина локације             | 1        |